# Индуизм в Танзании

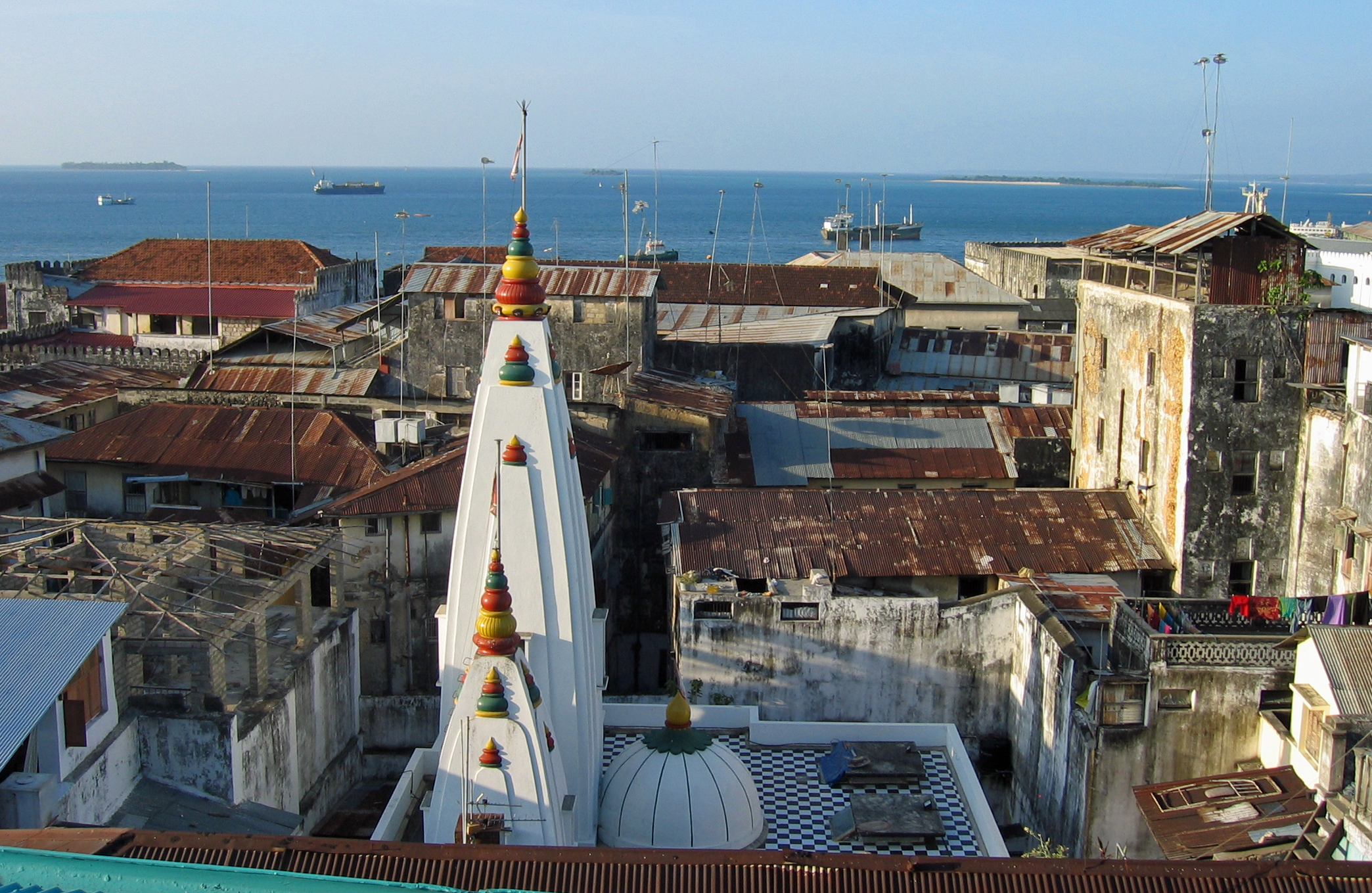
Храм Шакти в Каменном городе

Индуи́зм в Танза́нии — одна из религий, исповедуемых населением этой страны. Индуизм в Танзании религия меньшинства, его исповедует около 50000 человек, что составляет 0,1 % населения этой страны.

## История

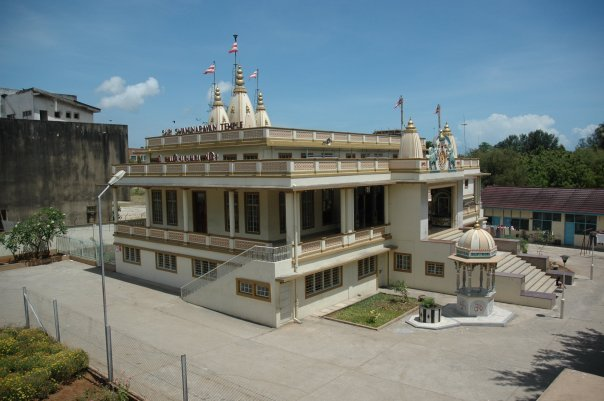
Храм Сахаджананда Свами в Дар-эс-Саламе

Индусы появились на территории Танзании в первом тысячелетии нашей эры. Это были купцы, выходцы в основном из Гуджарата, Декана (ныне Махараштры) и империи Тамил Чола. Археологические данные о небольших индуистских поселениях были найдены в Занзибаре и в некоторых частях побережья Суахили, Зимбабве и Мадагаскаре. Установлению широкой торговли между Восточной Африкой и Индией способствовали природные факторы. Попутные устойчивые ветра, дующие часть года в направлении Африки и другую часть года — в сторону Индии, давали возможность торговым кораблям преодолевать Индийский океан.
Европейские исследователи Африканского континента упоминали о значительных индийских общинах в Занзибаре, Килве, Момбасе, Малинди и Мозамбике. Васко да Гама убедил одного из африканских индусов помочь добраться его экспедиции из Африки в Индию.
Положение индусов ухудшилось после того как на побережье Восточной Африки начал распространяться ислам. Между арабскими и индийскими купцами существовала конкуренция, которая вылилась в религиозные притеснения. Однако после колонизации Восточной Африки европейцами в XIX веке положение индусов в Танганьике значительно улучшилось. В колониальную эпоху, после европейцев индуисты были наиболее экономически успешной этнической группой в Танзании. После провозглашения независимости Танзании, индуисты стали преследуемым религиозным меньшинством. Из-за этого многие индусы эмигрировали из Танзании в Европу и Индию. В 1996 году в Танзании проживало около 30 000 индусов.

## Современное положение
По оценкам исследовательского центра Pew, в 2010 году в Танзании насчитывалось около 50 000 индусов, по другим данным 375 000. В большинстве это коренные жители Танзании, предки которых с давних времен переселились в Африку. Среди различных направлений индуизма Сваминараян из Гуджарата наиболее распространенной школой индуизма в Танзании и Кении является Бхакти. Последователи «Брахма Кумарис», Сатья Саи Бабы и «Харе Кришны» также присутствуют среди индусов в Танзании.
Индуистские храмы построены в Дар-эс-Саламе, Занзибаре, Аруша и Моши.
Проводится празднования Дивали и других индуистских праздников.